# 京極高清
京極 高清（きょうごく たかきよ）は、室町時代末期から戦国時代初期の武将、守護大名（戦国大名）。飛騨・出雲・隠岐・近江守護、後に近江半国守護で北近江の大名。京極勝秀の子で、京極持清の孫。幼名は乙童子丸。
家中を二分した京極騒乱を収めたが、自分の2人の息子を巡る別のお家騒動を止められず、京極氏の弱体化と浅井氏の台頭を招いた。

## 生涯

### 京極孫童子丸との家督争い
応仁の乱での京極氏は、管領・細川勝元が率いる東軍に属して祖父・持清や父・勝秀が参戦し、近江にて同族で西軍の六角亀寿丸（六角政頼又は六角高頼）と戦う。幼子であった乙童子丸（高清）は参戦していなかったが、六角氏との戦いの最中に父を応仁2年（1468年）7月に、祖父を文明2年（1470年）8月に相次いで病で失う。
その後、京極持清の次男・政光が西軍に、持清の三男・政経が東軍となり、京極騒乱と呼ばれるお家騒動が起こる。
京極氏は、当主持清と嫡男の勝秀が立て続けに病死したため、六角氏との戦いをやめ北近江へ撤退を余儀なくされる。京極持清は嫡孫である勝秀の次男孫童子丸よりも勝秀の長男乙童子丸を溺愛していたため、後々まで禍根を残すことになる。
家督を巡り、勝秀の嫡子孫童子丸派と勝秀の庶子乙童子丸派の間で争いが起こる。孫童子丸派には京極政経と一族出の近江守護代多賀高忠が付き、乙童子丸派には京極政光と飛騨守護代多賀清直が付いて、京極家中を巻き込んだ事態へと発展する。

### 西軍との同盟
祖父・持清の従弟であり、侍所所司代を勤めた多賀高忠は、室町幕府や管領・細川勝元への働きかけ、叔父・京極政経を後見役に孫童子丸が家督を継ぎ近江・飛騨・出雲・隠岐守護職に補任された。孫童子丸が幼かった為、幕府は南近江の六角政堯を守護職補佐として付ける。それに対して乙童子丸派の政光と多賀清直は反発し、文明2年9月に西軍へ寝返り、六角亀寿丸と和睦して孫童子丸派を江北（湖北）から追放しようとする。
翌年の文明3年（1471年）に孫童子丸が夭折し、新たな跡目争いが起きる。同年に幕命により六角政堯が近江守護職を補任するが、従弟の六角亀寿丸に敗れ自害する。孫童子丸派の勢力は弱まり、乙童子丸派の多賀清直が孫童子丸派の多賀高忠へ攻勢をかける。幕府の後押しを受けて多賀高忠は反撃、文明4年（1472年）9月頃までに国人衆を押さえて湖東・湖北を掌握した。
追い詰められた政光は、美濃小守護代の斎藤妙椿に援助を要請し、9月末に西軍の京極政光・京極乙童子丸・多賀清直・多賀宗直・六角亀寿丸・斎藤妙椿ら連合軍は孫童子丸派を破り、京極政経・多賀高忠らを越前へ敗走させる。政光を後見役に乙童子丸が家督を継ぎ飛騨・出雲・隠岐守護職となるが、幕命により近江守護職は政堯の養子・六角虎夜叉が補任されていた。同年に後見役だった政光が病死し、守護代の多賀清直・宗直父子が乙童子丸を補佐する。
翌年の文明5年（1473年）に幕府より乙童子丸の飛騨・出雲・隠岐守護職の解任と、京極政経への飛騨・出雲・隠岐守護職を補任する命が下る。分国の出雲へ落ち延びていた京極政経と多賀高忠は、文明7年（1475年）9月に出雲の国人衆を率いて上洛し、延暦寺僧徒と信濃の小笠原家長ら東軍の支援を受けて近江へ進攻し、観音寺城下で西軍の六角亀寿丸・京極高清（乙童子丸）・多賀清直・多賀宗直の連合軍は大敗する。敗れた六角勢は観音寺城へ籠城し、京極勢は江北へ撤退する。この勝利によって幕命が下り、六角虎夜叉の近江守護職は解任され、京極政経が近江守護職に補任された。
同年10月に美濃守護土岐成頼と越前・尾張・遠江守護斯波義廉の援軍が近江へ到着し、西軍の反撃が始まる。高清は西軍の六角亀寿丸・斯波義廉・土岐成頼・斎藤妙椿ら連合軍と共に京極政経・多賀高忠らを破り、多賀高忠を京都に敗走させるも一進一退の攻防は応仁の乱後も続いた。

### 京極政経との家督争い
文明18年（1486年）8月に出雲に下向していた京極政経が上洛、高清の家臣多賀宗直が京極政経に通じて反乱を起こした為、高清は近江甲賀郡へ逃れたが、10月に反撃して多賀宗直を破り、翌長享元年（1487年）5月に美濃から江北へ戻った多賀宗直を討ち果たす。
一方、六角高頼は六角氏の権力強化を強める為に近江国内の公家・寺社の荘園荘園や幕臣の所領を押領し、幕府に対して反抗的な態度を示した。9代将軍足利義尚は長享元年8月に、幕府の威信回復を目指し自ら六角氏へ征伐に乗り出す（長享・延徳の乱）。
高清は征伐軍に加わったが、六角征伐の最中の長享2年（1488年）8月に京極政経・多賀経家らが挙兵した。高清は近江松尾で戦い、京極政経と多賀経家を伊勢梅津へ敗走させたが、翌延徳元年（1489年）に近江国人衆の支援を得た京極政経に敗れて追放、延徳2年（1490年）に美濃の実力者・斎藤利国（妙純）を頼り越前敦賀、次いで近江坂本へ逃れる。しかし、京極政経は10代将軍足利義材（のちの義稙）の怒りを買い失脚、明応元年（1492年）12月に家督（京極氏惣領職）交代を認められる。
翌明応2年（1493年）4月、明応の政変によって将軍義材が失脚し、新たに足利義高（初め義遐）が11代将軍に就任する。これを機に、その義高から偏諱（「高」の字）を賜って、初名の秀綱（ひでつな）から高秀（たかひで）（のち高清）と改名したのもこの頃と思われる（義高は文亀2年（1502年）には「義澄」に改名するのでそれまでのこととなる）また、元々京極氏の通字でもあった「高」の字を名前に用いるようになったことで、高清以降の当主もそのまま「高」の字を代々名前に用いるようになった。
京極政経は八尾城に居たが、この細川氏の政変に協力して勢力を盛り返したため、明応2年10月、高清は持済院や越前の朝倉氏と共に北近江に討ち入った。これに対し、細川政元は足利義材に討たれた山内政綱の子山内就綱を六角惣領に任じた。明応3年（1494年）11月、持是院（斎藤妙純）が山内就綱や延暦寺と戦う六角高頼を支援したが、京極中書事などにより之を中止したという。

### 京極騒乱の終結
明応6年（1497年）斎藤妙純が北近江に侵攻し京極政経を破るが、美濃への帰国中に一揆勢に囲まれ戦死してしまい、高清も没落、美濃海津に寄留する。翌明応8年（1499年）に京極氏重臣・上坂家信の助力により江北へと帰還、京極政経は出雲の守護代尼子経久を頼り下向し、永正2年（1505年）に京極政経の子で従弟の京極材宗と和睦し、35年続いた家督争いを終える。同年に上平寺城を居城とし、2年後の永正4年（1507年）に材宗を自害に追い込んで領国統一を成し遂げ、上坂家信の元で北近江の統治を行った。
この時に、高清は京極政経の養子となり、正式に家督を譲り受けたという説もある。

### 嫡男・高広との戦いと浅井氏の台頭
応仁の乱と家督相続の混乱で、出雲・隠岐・飛騨・北近江の4ヶ国あった京極氏の領地は、高清の治世時には北近江（近江半国）のみとなってしまった。出雲・隠岐は同族で守護代の尼子経久に押領され、飛騨は国司・姉小路済継と同族の三木直頼に支配され失ってしまった。
上坂家信の死後は、家信の嫡子・上坂信光を頼りに統治をしていたが、大永3年（1523年）に跡継ぎを巡り、長男高広（高延）を押す浅見貞則・浅井亮政ら国人衆と、次男高吉を押す高清と信光らに家中は二分する。結果、京極氏の跡目争いが再び起こり、大永4年（1524年）に高広派の国人衆（浅見貞則・浅井亮政ら）と高吉派の高清・上坂信光らは戦い（国人一揆）へと及び、敗れた高清と信光らは尾張へと逃れる。
同年、盟主・浅見貞則の専横的な領国支配に対して、浅井亮政を旗頭に国人衆が貞則一族を江北から追放する。その後、江北の実権を握った浅井亮政に不満を募らせた高広は、家督相続で対立した高清と和解し、六角定頼の支援を受けて反亮政派の国人衆と共に亮政に対決姿勢を取った。

### 晩年
京極氏を立てながらも江北支配を固める浅井亮政に敗れた高清は、天文3年（1534年）、高広と共に亮政の居城である小谷城へ招れて饗応を受け和解する。こうして、江北の実質的な支配は下克上により京極氏から浅井氏へ移る。しかし、高吉は浅井氏の後見を否定し、六角定頼を頼った。実質上六角氏の江北進攻の旗頭となる。
高清・高広父子は、浅井氏の居城である小谷城（京極丸）にて暮らすが、後に高清のみ上平寺城へ移り天文7年（1538年）に没した。享年79。没年には諸説あり、『寛政重修諸家譜』に掲載された京極氏系図、『 浅井日記』・『浅井軍記』では永正14年（1517年）2月16日に没したとされているが、天文7年9月16日の京極氏家臣の書状に高清を弔うことが書かれているため誤りである。『天文日記』・『東浅井郡志』では1月9日と推定されている。また、高広についても、坂田郡河内（現在の米原市梓河内）に拠点を移したとする説がある。
高吉は六角氏の支援の下、尚も近江奪回を目論むが、永禄3年（1560年）に敗北、江北の支配権を完全に失った。後に高吉の子、高次は織田信長に取り立てられ大名復帰を果たした。

## 略歴
- 1460年（寛正元年）：守護大名・京極勝秀の子・乙童子丸として誕生。
- 1471年（文明3年）：兄・孫童子丸の死後、京極氏跡目を巡り叔父・京極政経との争いに敗れ越前国敦賀へ逃れる。
- 1472年（文明4年）：六角高頼の庇護の下、家臣・多賀宗直らと共に京極政経・多賀高忠らを破る。
- 1475年（文明7年）：京極政経・多賀高忠・延暦寺の僧兵らに観音寺城へ攻められ敗れるが、土岐成頼・斯波義廉の援軍で勝利。
- 1486年（文明18年）：家臣の多賀宗直が反乱を起こした為、近江甲賀へ逃れる。
- 1487年（長享元年）：北近江へ復帰して多賀宗直を討ち取る。
- 1488年（長享2年）：六角征伐の最中に挙兵した京極政経・多賀経家らを近江松尾の戦いで破る。
- 1490年（延徳2年）：京極政経が北近江に復帰した為、越前敦賀へ逃れる。
- 1492年（明応元年）：将軍・足利義材から家督（京極氏惣領職）を認められて北近江守護となる。
- 1497年（明応6年）：庇護を受けていた斎藤妙純が亡くなり、江北を追われて美濃海津に寄留する。
- 1499年（明応8年）：京極氏重臣・上坂家信の助力により北近江に復帰する。
- 1505年（永正2年）：京極政経の子で従弟の京極材宗と和睦し、家督争いを終え領国統一を成し遂げる。
- 1523年（大永3年）：跡継ぎを巡り長男・高延派の国人衆と、次男・高吉派の高清らに家中は二分する。
- 1524年（大永4年）：高延派の浅見貞則ら国人衆と戦いに敗れ、上坂信光らと尾張へと逃れる。
- 1534年（天文3年）：高延と共に浅井亮政の居城である小谷城へ招れて和解する。
- 1538年（天文7年）：晩年を過ごした上平寺城にて没する（享年79）。

## 参考資料
- 尋尊 著「国立国会図書館デジタルコレクション 明応元年～明応3年」、辻善之助 編『大乗院寺社雑事記. 第10巻 尋尊大僧正記 144-162』三教書院、1931-1936。
- 浅井三代記
- 戦国人名辞典
- 戦国武門記
- 今谷明・藤枝文忠編『室町幕府守護職家事典（上）』新人物往来社、1988年。
- 宮島敬一『人物叢書 浅井氏三代』吉川弘文館、2008年。